# Guðrún Eva Mínervudóttir

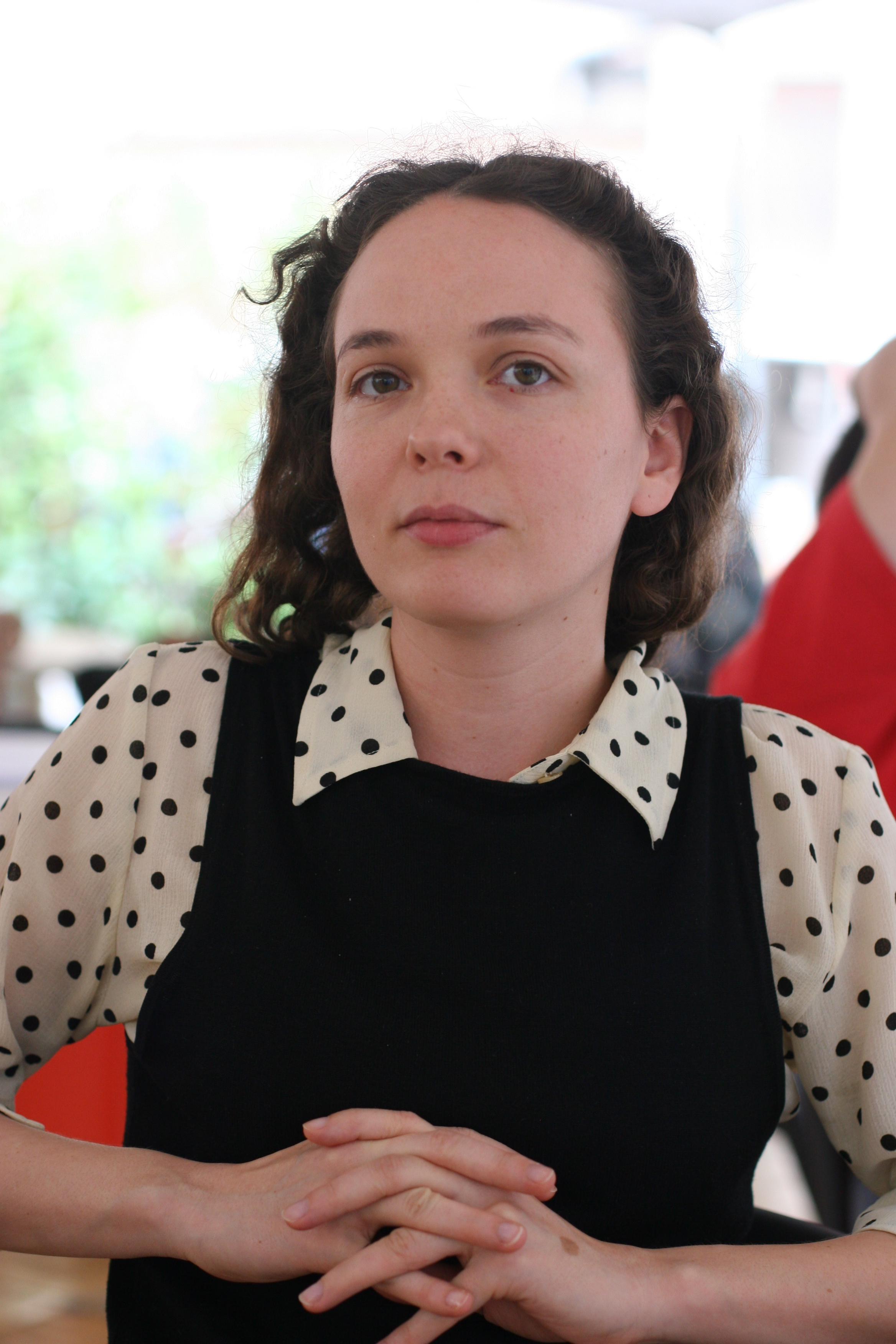
Guðrún Eva Mínervudóttir

Guðrún Eva Mínervudóttir (* 17. März 1976 in Reykjavík) ist eine isländische Schriftstellerin.

## Leben
Guðrún Eva Mínervudóttir studierte Philosophie an der Universität Island. Ihr erstes Buch erschien 1998 in einer limitierten Auflage. Im selben Jahr kam der Kurzgeschichtenband Á meðan hann horfir á þig ertu María mey (übersetzt: Während er dich betrachtet, bist du die Heilige Jungfrau) heraus und fand große Beachtung. 1999 erschien der Roman Ljúlí ljúlí und 2000 der Roman Fyrirlestur um hamingjuna (übersetzt: Eine Vorlesung über das Glück). Letzterer wurde für den Isländischen Literaturpreis nominiert. Seitdem veröffentlichte Guðrún Eva einen Gedichtband zusammen mit Hrafn Jökulsson sowie weitere Romane. Sie schreibt auch philosophische Kurzgeschichten für Kinder, die als Unterrichtsmaterial eingesetzt werden; außerdem veröffentlicht sie in Magazinen und Sammlungen. 2011 erhielt sie für den Roman Allt með kossi vekur („Alles beginnt mit einem Kuss“) den Isländischen Literaturpreis. Ihr isländischer Verlag ist Bjartur, deutsche Übersetzungen erschienen bei btb und in der Literaturzeitschrift die horen.
Die Schriftstellerin lebt in Reykjavík.

## Veröffentlichungen in deutscher Übersetzung
- Der Schöpfer. (Skaparinn.) btb Verlag, München 2011, ISBN 978-3-442-75254-6
- Alles beginnt mit einem Kuss (Allt með kossi vekur.) btb Verlag, München 2014, ISBN 978-3-442-75379-6